# Hida Gokoku-jinja

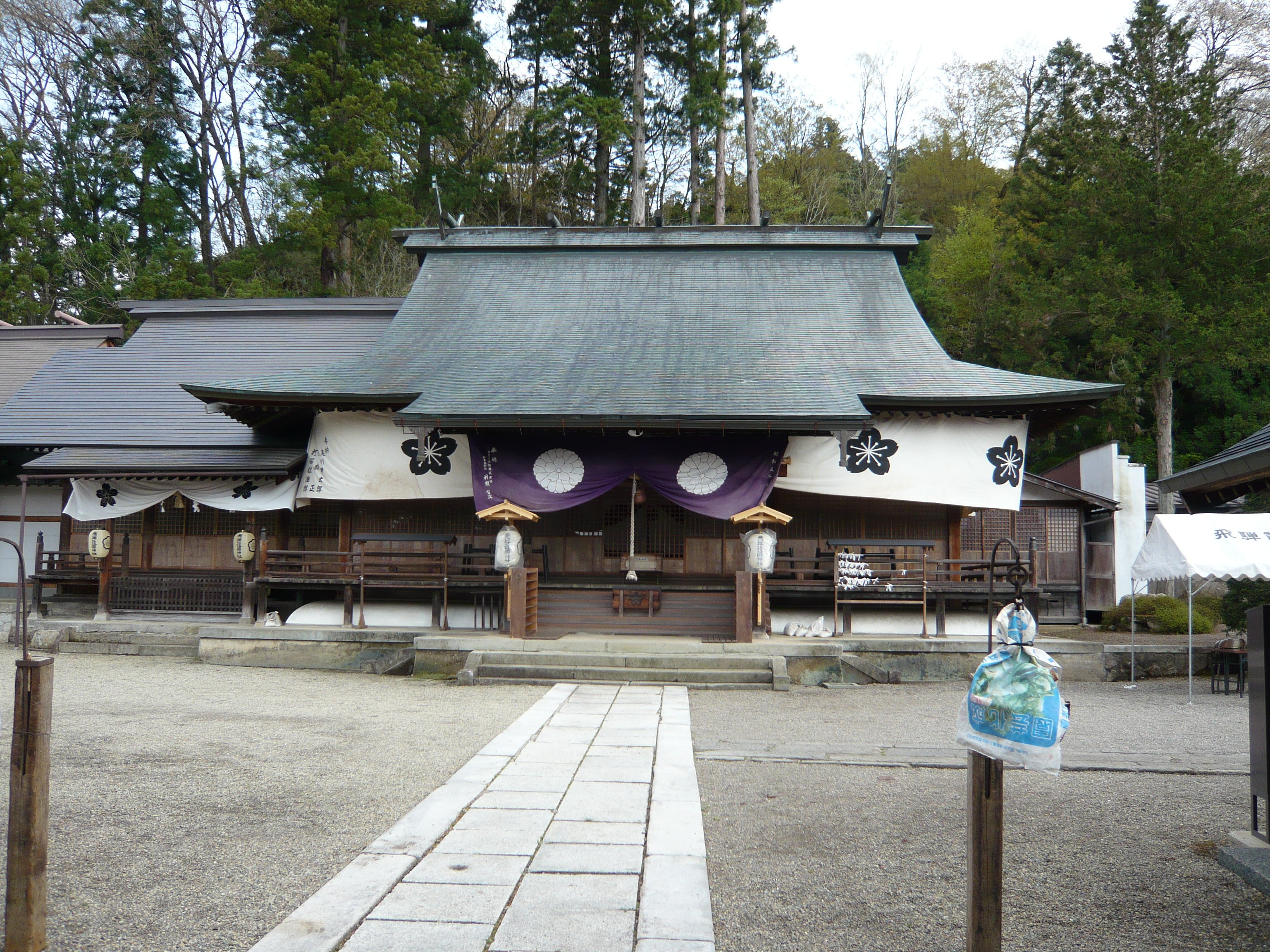
Haiden de Hida-gokoku-jinja.

Le Hida Gokoku-jinja (飛騨護國神社) est un sanctuaire shinto situé dans la ville de Takayama, préfecture de Gifu au Japon. Le sanctuaire est conçu pour les habitants de la région qui sont morts pendant les guerres. La période de temps représentée va de la rébellion de Satsuma en 1877 à la Seconde Guerre mondiale. Parce qu'il ne représentait qu'une petite partie de la préfecture, il a finalement été remplacé par le Gifu Gokoku-jinja.

## Histoire
À l'origine, le sanctuaire s'appelle Hida Shōkonsha (飛騨招魂社).
En 1940 est achevé le Gifu Gokoku-jinja qui doit représenter les morts de guerre de toute la préfecture.
Le festival du sanctuaire se déroule les 2 et 3 mai ainsi que les 4 et 5 novembre.